# 卡尔梅克共和国
卡尔梅克共和国（羅馬化：Respublika Kalmykiya、卡爾梅克語：、托忒文：ᡍᠠᠯᡅᡏᠠᡎ
ᡐᠠᡊᡎᠠᡒᡅ）是俄羅斯聯邦主體之一，屬南部聯邦管區。東鄰裡海及阿斯特拉罕州，南部與達吉斯坦共和國接壤，西鄰斯塔夫羅波爾邊疆區和羅斯托夫州，北接伏爾加格勒州，卡尔梅克共和国面積76,100平方公里，人口266,432（2022年），首府埃利斯塔。卡尔梅克共和国人口中信奉藏傳佛教的卡爾梅克人佔人口62.5%，俄羅斯人佔25.7%。是歐洲唯一以佛教為主的地區。卡爾梅克人就是蒙古族的一支—西部卫拉特蒙古的土尔扈特部，歷史上在伏尔加河下游因饱受俄罗斯帝国压迫而大部分历尽艰苦迁移东归到清廷辖内，即今日之新疆巴音郭楞蒙古自治州、和布克赛尔蒙古自治县、乌苏市、精河县。留下的少部分民众即是今日俄罗斯境内的卡爾梅克人。

## 地理
- 面积:76,100km²
- 接壤:
  - 陆地：伏尔加格勒州（西北/北）、阿斯特拉罕州（北/东北/东）、达吉斯坦共和国（南）、斯塔夫罗波尔边疆区（西南）、罗斯托夫州（西）
  - 水域：里海（东南）
- 最高点：无海拔数据。

### 时区
使用莫斯科时间。自2014年10月26日起全年采用UTC+3时区。

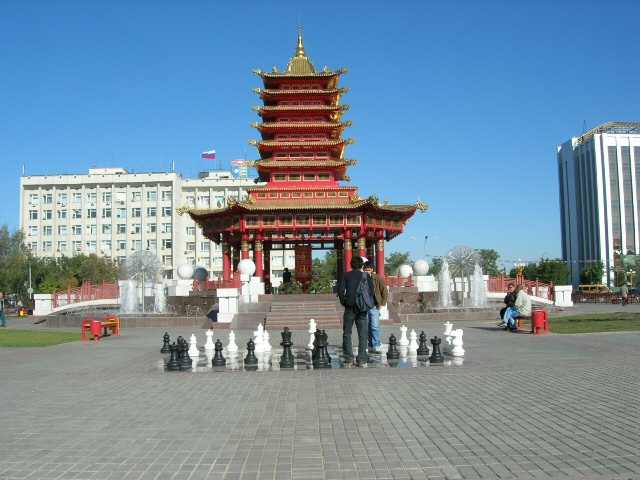
埃利斯塔

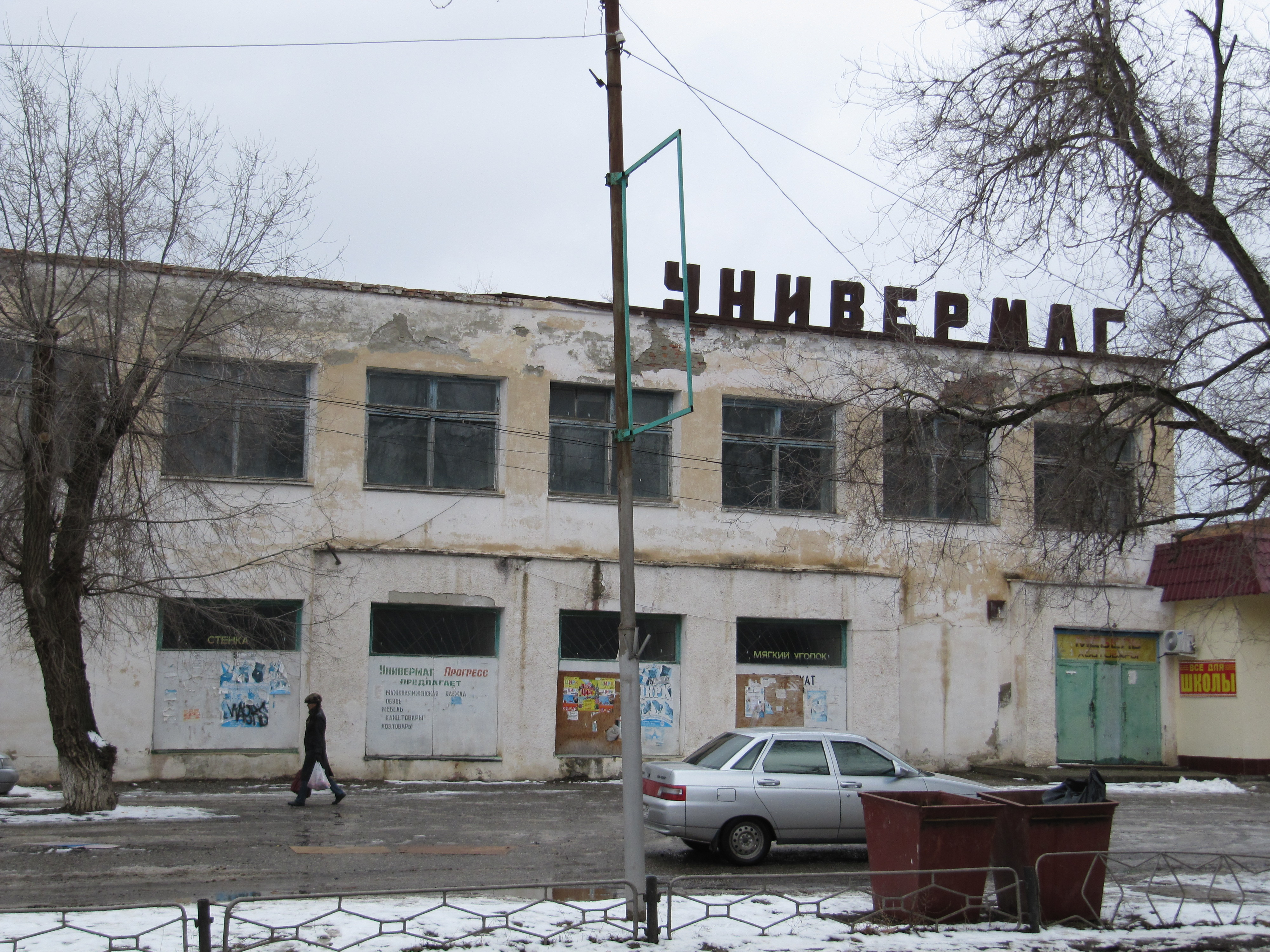
貧民區

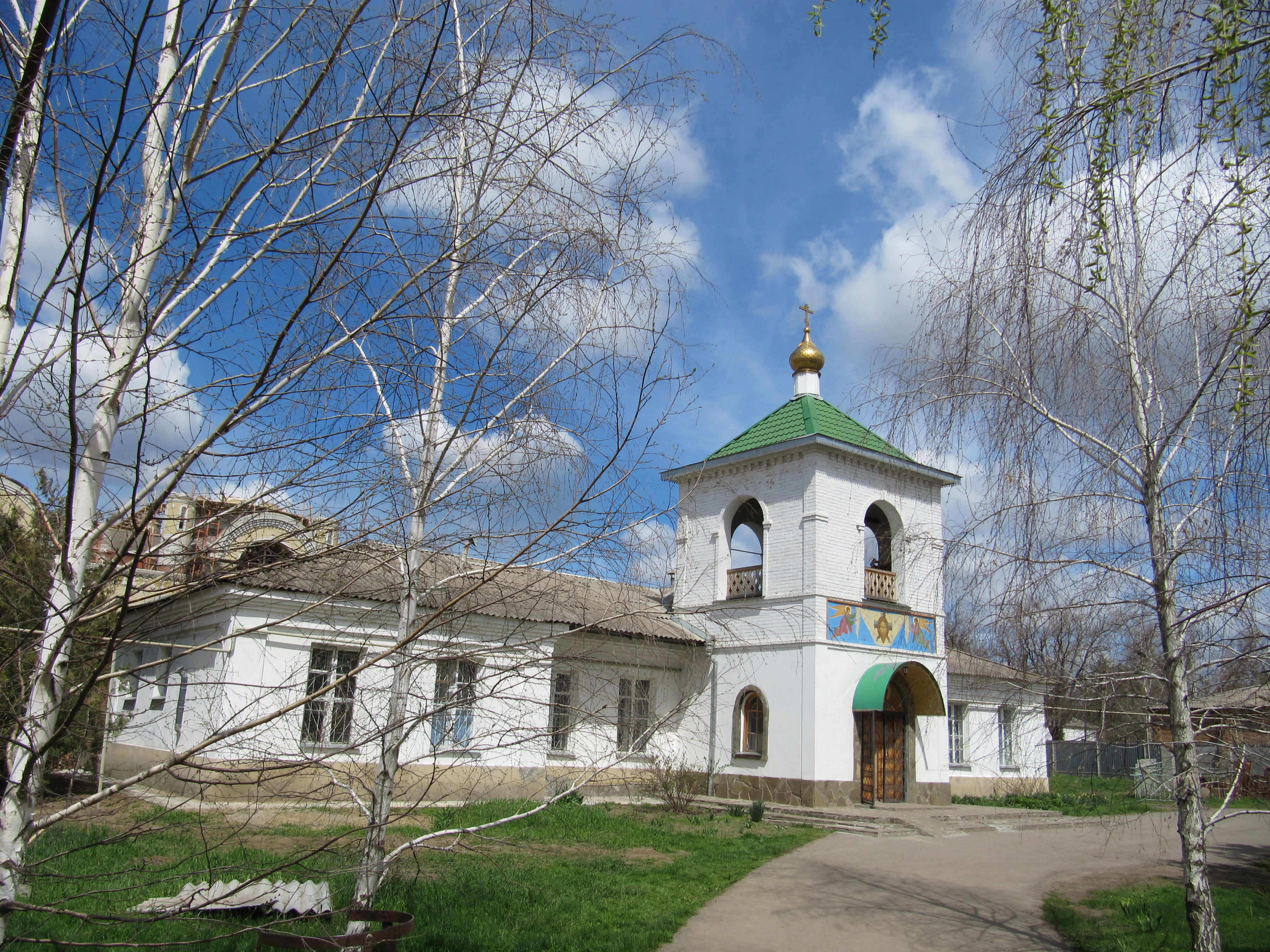
東正教堂

### 河流
主要流经河流包括:
- 伏尔加河
- 库马河
- 马内奇河

### 湖泊
卡尔梅克位于里海沿岸，总体来讲，湖泊较少，其中最大的几个包括：
- 马内奇古季洛湖
- 萨尔帕湖
- 索斯京斯基湖（俄语：Состинские озёра）
- 察甘-哈格湖

### 自然资源
卡尔梅克主要自然资源包括煤炭、石油和天然气。

### 气候
卡尔梅克是大陆性气候，夏季炎热干燥，冬季寒冷但降雪少。
- 一月平均气温: -7 °C
- 七月平均气温: +24 °C
- 年均降水量: 170mm（东部）到400mm（西部）

## 人口

高加索民族分布

根据2021年俄罗斯人口普查结果，卡尔梅克人共有159,138人，占共和国人口62.5%，俄罗斯人共有65,490人，占25.7%，其他族群共有30,135人，占11.8%。
- 人口：267,133（2021年）
  - 城市：46.7%
  - 农村：53.3%
- 平均年龄：33.0岁
  - 城市：32.0岁
  - 农村：33.8岁
- 平均期望寿命:
  - 男：67.3岁
  - 女：75.4岁

## 历史

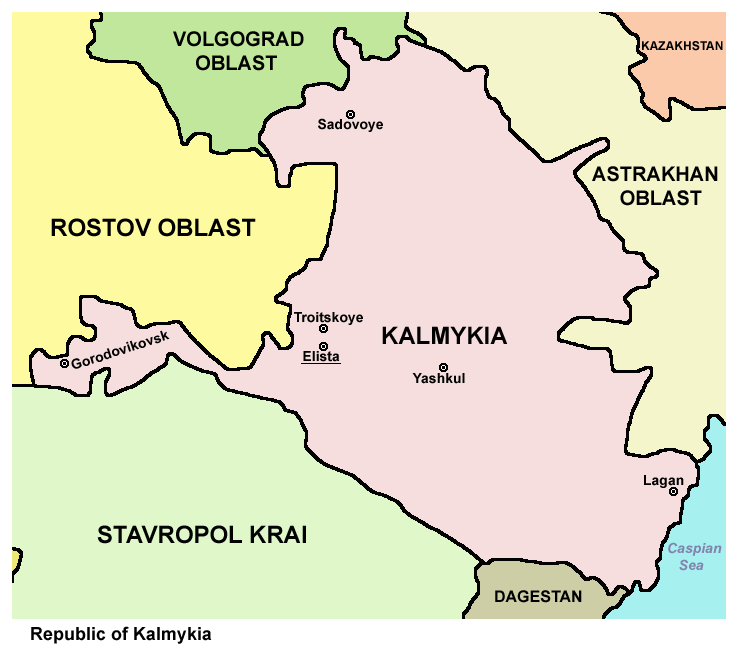
卡爾梅克共和國地圖

### 卡尔梅克人自治
卡尔梅克人的祖先是卫拉特蒙古人，从新疆伊犁河谷的草原移民到伏尔加河下游地区。对于此次移民，有多种不同的解释，但主流的说法是这些土爾扈特人需要为其牧群寻找充足的牧场和受到準噶爾人逼迫。土爾扈特人约在1630年到达伏尔加河下游地区。但是，该地区并不是无主牧场，而是诺盖人—一个突厥语游牧部族的故乡。卡尔梅克人将其驱逐到高加索平原（現車臣共和國）和奥斯曼帝国统治下的克里米亚汗国。其中一些诺盖人则向阿斯特拉罕俄罗斯驻军寻求保护，其余的诺盖突厥部落则成为卡尔梅克汗的属民。
土爾扈特人定居在从北面萨拉托夫到南面伏尔加河三角洲的阿斯特拉罕与西南的捷列克河畔的广阔草原，此外包括从西面的顿河到东面的乌拉尔河之间的伏尔加河两岸。虽然如今这块领土属于俄罗斯，但并无证据证明当时就是俄罗斯的殖民地。土爾扈特人控制下的这块领土最终被称为“卡尔梅克汗国”。
在移居到伏尔加河下游的25年中，卡尔梅克人成为沙皇的臣属。卡尔梅克人对俄国的忠诚是表面上的，因为其實行基於一套称为“游牧大法典”（注：可能是1640年确定的“蒙古－卫拉特法典”）的法律的自治。
卡尔梅克汗国在阿玉奇汗（1669－1724）的统治下达到军事政治力量的顶峰。當時，卡尔梅克汗国履行保护俄国南部边界的义务，且发动了多次对突厥语邻居與高加索地区的远征並取得勝利。汗国通过与俄国边疆城市，中原，西藏及穆斯林邻居的自由贸易实现了经济繁荣。有一段時間，卡尔梅克人與他們在准噶尔的有親緣關係的卫拉特蒙古人及西藏的达赖喇嘛保持了密切联系。

#### 被强迫接受俄国的统治
到了阿玉奇汗时代末期，沙皇政府实行逐步削弱卡尔梅克汗廷权力的政策。例如，鼓励俄国人與伏尔加日耳曼人移民到卡尔梅克人伏尔加河下游地区漫游的牧场中。這些移民占有了早已属于卡尔梅克人的地方來饲养他們自己的家畜，并且，某些情況下，把卡尔梅克人变成奴隶。相对应的，俄国东正教迫使很多卡尔梅克人皈依东正教。沙皇政府强迫卡尔梅克汗接受一个东正教堂，同时继续要求卡尔梅克汗提供骑兵為俄国作战。到18世纪中期，卡尔梅克在俄国人对内政的侵犯與干涉中日益覺醒。
渥巴锡汗，作为阿玉奇汗的曾孙與最後一个卡尔梅克汗，决定带领其人民回到祖先的土地准噶尔去。在他领导下，約二十万卡尔梅克人直接向中亚沙漠迁徙。途中，大批卡尔梅克人被哈萨克（小玉兹努拉里与中玉兹阿布赉）與吉尔吉斯人伏击杀死或者俘虏去当奴隶。也有很多人因为饥渴而死。艱難跋涉之後，只有9万6千卡尔梅克人到达巴尔喀什湖附近的清朝新疆西部前哨。
在阻止逃跑失败以后，葉卡捷琳娜二世废除了卡尔梅克汗国，將所有权力歸入阿斯特拉罕省。留在俄国土地上的卡尔梅克人继续为俄国作战，如拿破仑战争、克里米亚战争跟俄土战争。他們逐步定居，以房子與庙宇取代可拆卸的蒙古包。1865年埃利斯塔建城，这座城市在1917年俄国革命之后成为了卡尔梅克共和国的首都。

#### 俄国革命與集体化
1917年共产主义十月革命以后，大批卡尔梅克人在俄国内战中加入白军，特别是彼得·尼古拉耶维奇·弗兰格尔将军與安东·伊万诺维奇·邓尼金将军手下。苏维埃严厉惩罚留下来的卡尔梅克人，处决了10000人。
卡尔梅克自治州於1920年11月4号成立，布尔什维克同时处决了10000卡尔梅克人。
1931年，斯大林命令进行農業集体化，关闭佛教庙宇，烧毁卡尔梅克人的宗教书籍。他把所有喇嘛和拥有超过500只羊的卡尔梅克人(富牧)驱逐去西伯利亚。强迫集体化（干旱，无树木的土地）不符合卡尔梅克人的习俗，是社会、经济、文化的灾难。约6万卡尔梅克人在1932年到33年的大饥荒中死去。
1935年10月22日，此地区被升级为俄罗斯苏维埃联邦社会主义共和国下的卡尔梅克苏维埃社会主义自治共和国。

#### 卡尔梅克人的第一次离散
1920年年底，红军到达克里米亚半岛以前，大量卡尔梅克人跟邓尼金将军的白军残部一同从俄国移居去土耳其。大部分选择重新在塞尔维亚的贝尔格莱德定居，小数人定居去了保加利亚的索非亚、捷克斯洛伐克的布拉格與法国的巴黎與里昂。1929年卡尔梅克政治难民在贝尔格莱德造了一座喇嘛庙。

#### 第二次世界大战
随着1941年6月份德国侵略苏联，戈培尔从贝尔格莱德、巴黎帮布拉格邀请了一批杰出卡尔梅克人去柏林。他要他們帮忙进行宣传。纳粹希望卡尔梅克人一同反对俄国人。没有卡尔梅克人被送到集中营。
当纳粹德国第16摩托化步兵师在曼斯坦因陆军元帅指挥下於1942年早期进入卡尔梅克時，一些贝尔格莱德卡尔梅克人参加了此次入侵，他們在德国1941年4月占领南斯拉夫以后参加德国国防军。德国军队受到了奶油和牛奶的欢迎，這是传统卡尔梅克人迎接客人的礼节。他們被当作斯大林的压迫统治的解放者。德国人取消的土地的集体化并重新私有化土地。他們允许卡尔梅克人重新信奉佛教。作为回应，卡尔梅克人挖出了為安全而埋到地里的宗教书籍并建造了一座临时寺庙。但是，1942年11、12月，红军收复卡尔梅克地区，又摧毁了這一切。
當時，约5000男子加入纳粹军队，组成了“卡尔梅克志愿骑兵团”，與纳粹军队一道战鬥，特别是在亚速海附近。

#### 卡尔梅克人的第二次离散
1943年12月，卡尔梅克苏维埃社会主义自治共和国被废除，领土被划入鄰近地区：斯大林格勒州、阿斯特拉罕州和斯塔夫羅波爾邊疆區。为彻底清除卡尔梅克人的痕迹，苏维埃当局將卡尔梅克语城镇與村庄名改為俄语。例如，埃利斯塔（Elista，蒙古语意思为沙土）变為Stepnoi（俄语的意思就是草原之城）。
为惩罚不效忠的卡尔梅克人，斯大林命令驱逐所有剩下来的卡尔梅克人（包括卡尔梅克族红军战士）去中亚與西伯利亚。估计有三分之一卡尔梅克人在途中或流放中死去。他們的人权被忽视，卡尔梅克人社区被消滅，对卡尔梅克人的种族清洗完成。

#### 战后的卡尔梅克
因为卡尔梅克人散居西伯利亚，他们的语言跟文化可能遭到无可挽回的损失。1957年，赫鲁晓夫允许剩下来的卡尔梅克人回来，但是他们回来发觉自己的房子、工作與土地都屬於俄罗斯族與乌克兰族移民了。1957年1月9日，卡尔梅克再次成为一个自治州，并且在1958年1月29日，成为俄罗斯的一个自治共和国。1991年苏联解体以后，卡尔梅克作为一个自治共和国留在新成立的俄罗斯联邦。

## 政治
卡尔梅克的政府首脑被稱為“共和国首脑”，俄罗斯联邦总统选择一个共和国首脑的候选人并提名到国会以获得同意。若一个候选人未获得同意，俄罗斯联邦总统可以解散此国会并重新选举。卡尔梅克共和国首任首脑是伊柳姆日諾夫，此人也是世界国际象棋联合会主席。

## 经济
卡尔梅克农业，食品加工及石油天然气工业較发达。年度预算：１亿美元。年度石油产量：20萬吨。

## 其他
吉尔吉斯斯坦东部也有卡尔梅克少数民族，特别是卡拉科尔地区的一个村，但人数較少。他们被称为撒爾塔-卡爾梅克人。该村人就是17世纪大部分卡尔梅克人西迁時留在当地的卡尔梅克人。因为人数少且受到周圍多数民族影响，其語言與传统已消亡。虽然吉尔吉斯卡尔梅克人有部分人已经信伊斯兰教，世界上其他卡尔梅克人多数还是信藏传佛教。
卡尔梅克人也在美国，特别是宾夕法尼亚與新泽西建立过社区。其中大多数是1920年代末从俄国逃到法国、南斯拉夫和保加利亚，然后再逃到德国去的卡尔梅克人。不少德国的卡尔梅克人第二次世界大战结束時被允许移民到美国。
在历代俄国统治者推行的俄罗斯化政策下，卡尔梅克人到现在都顽强的坚持着自己的语言、信仰、文化习俗。他们在不得不接受俄化教育的同时，代代相传着他们自己民族有关历史，他们到现在依然明确的懂得土尔扈特部历史、没有忘记黄教和蒙古国与他们的关系。他们像其他蒙古部落一样豪放、耿直。
卡尔梅克2006年举办过托帕洛夫和克拉姆尼克之间的國際象棋世界冠軍對抗賽。

## 另请参见
- 土尔扈特
- 阿瓦尔人
- 卡尔梅克共和国的佛教